# Dieter Hoeneß
Dieter Hoeneß (también Hoeness), (Ulm, Baden-Wurtemberg, 7 de enero de 1953) es un exfutbolista alemán y ahora es director general del club de fútbol Hertha BSC Berlin.
Dieter Hoeneß jugó al nivel amateur para VfB Ulm y SSV Ulm 1846 antes de comenzar una carrera profesional en la Bundesliga alemán con VfB Stuttgart
. Allí jugó entre 1975 y 1979, los primeros dos años en la segunda Bundesliga. Después traspasó a Bayern Múnich. Allí tuvo su tiempo más exitoso; ganó cinco campeonatos alemanes (1980, 81, 85, 86, 87) y tres Copas alemanas (1982, 84, 86). El artillero, cuya fuerza fue cabezazos, marcó 127 goles en 258 partidos de la liga, antes de terminar su carrera en 1987. 
Entre 1979 y 1986 Dieter Hoeneß jugó seis veces para el equipo nacional alemán para el cual marcó 4 goles. Tomó parte en la campaña alemana durante la Copa Mundial de Fútbol de 1986 en México, donde el equipo terminó en segundo lugar. Allí consiguió la distinción de ser el jugador más viejo en el final, teniendo 33 años y 173 días. 
Después de sus años como futbolista tomó una posición como director de PR con los fabricantes de ordenadores Commodore, que en ese momento fueron patrocinadores importantes de Bayern Múnich. Entre 1990 y 1995 fue nombrado como el director general y comercial en su ex club VfB Stuttgart. En 1996 se hizo vicepresidente de Hertha Berlín donde, después de un año, si hizo comercial/director general. 
Dieter Hoeneß es el hermano de Uli Hoeneß, quien fue también un futbolista exitoso en la Bundesliga y quien ahora es el director general y comercial de Bayern Múnich. 

## Palmarés

### Como jugador

#### Torneos nacionales
| Título           | Club          | País                | Año     |
| ---------------- | ------------- | ------------------- | ------- |
| Bundesliga       | Bayern Múnich | Alemania Occidental | 1979-80 |
| Bundesliga       | Bayern Múnich | Alemania Occidental | 1980-81 |
| Copa de Alemania | Bayern Múnich | Alemania Occidental | 1982    |
| Copa de Alemania | Bayern Múnich | Alemania Occidental | 1984    |
| Bundesliga       | Bayern Múnich | Alemania Occidental | 1984-85 |
| Copa de Alemania | Bayern Múnich | Alemania Occidental | 1986    |
| Bundesliga       | Bayern Múnich | Alemania Occidental | 1985-86 |
| Bundesliga       | Bayern Múnich | Alemania Occidental | 1986-87 |